# Pseudoromicia isabella
Pseudoromicia isabella és una espècie de ratpenat de la família dels vespertiliònids. Viu a Guinea i Libèria. És un ratpenat de petites dimensions, amb una llargada de cap a gropa de 74-80 mm, els avantbraços de 28-31,7 mm, la cua de 24-36 mm, els peus de 5-7,3 mm, les orelles de 10-13 mm i un pes de fins a 5,5 g. S'alimenta d'insectes. Com que fou descoberta fa poc, encara no se n'ha avaluat l'estat de conservació.